# Desmodium subsecundum
Desmodium subsecundum är en ärtväxtart som beskrevs av Julius Rudolph Theodor Vogel. Desmodium subsecundum ingår i släktet Desmodium och familjen ärtväxter. Inga underarter finns listade i Catalogue of Life.